# Edward Whittemore
Pour les articles homonymes, voir Whittemore.
Œuvres principales
- Série Le Quatuor de Jérusalem

Edward Whittemore, né le 26 mai 1933 à Manchester dans le New Hampshire et mort le 3 août 1995  à New York, est un agent de la CIA et écrivain américain. Il est connu pour avoir écrit Le Quatuor de Jérusalem, œuvre érudite entre absurde et trans-fiction.

## Œuvres

### SérieLe Quatuor de Jérusalem
1. Le Codex du Sinaï, Robert Laffont, 2005 ((en) Sinai Tapestry, 1977), trad. Jean-Daniel Brèque ;
2. Jérusalem au poker, Robert Laffont, 2005 ((en) Jerusalem Poker, 1978), trad. Jean-Daniel Brèque ;
3. Ombres sur le Nil, Robert Laffont, 2007 ((en) Nile Shadows, 1983), trad. Jean-Daniel Brèque ;
4. Les Murailles de Jéricho, Robert Laffont, 2008 ((en) Jericho Mosaic, 1987), trad. Jean-Daniel Brèque — prix du Cafard cosmique en 2009.

### Roman indépendant
- (en) Quin's Shanghai Circus, 1974.